# Hingham (Montana)
Hingham è una città degli Stati Uniti d'America situata nel Montana, nella Contea di Hill.